# Кристис
„Кри́стис“ (на английски: Christie’s) е британска аукционна къща. Заедно с другата голяма световна аукционна къща „Сотбис“ заемат около 90 % от световния пазар на аукционни продажби на антиквариат и предмети на изкуството.

## История
Аукционната къща е основана на 5 декември 1766 г. в Лондон от английския антиквар Джеймс Кристи.
От 1823 г. главният офис на компанията се намира на „Кинг стрийт“, в близост до двореца Сейнт Джеймс. През 1975 г. е открит допълнителен офис в Южен Кенсингтън. През 1977 г. „Кристис“ открива офис на „Парк Авеню“ в Ню Йорк, а през 1997 г. наема за 30 години и помещения в Рокфелер център.
Към януари 2009 г., „Кристис“ има 85 офиса в 43 страни, включително в Ню Йорк, Лос Анджелис, Париж, Женева, Хюстън, Амстердам, Москва, Виена, Буенос Айрес, Берлин, Рим, Милано, Мадрид, Сеул, Токио, Пекин, Хонг Конг, Сингапур, Банкок, Тел Авив, Дубай, Мексико Сити и др. големи градове по света.
Ежегодно „Кристис“ провежда над 450 търга. Понастоящем (2012) „Кристис“ е частна компания, собственост на френския милиардер Франсоа Пино.